# Giovanni Battista Casanova
Giovanni Battista Casanova (Venezia, 4 novembre 1730 – Dresda, 8 dicembre 1795) è stato un pittore italiano.

## Biografia
Terzo figlio di Gaetano Casanova e Zanetta Farussi, attori veneziani, era fratello del più famoso Giacomo Casanova e del pittore Francesco Casanova. Orfano del padre nel 1733, nel 1737 seguì la madre a Dresda dove frequentò le botteghe di Louis de Silvestre e di Christian Wilhelm Ernst Dietrich.
Con una borsa di studio tornò a Venezia e vi rimase tre anni sotto la direzione di Giovanni Battista Piazzetta. Nel 1752, quando aveva 22 anni, Anton Raphael Mengs, di passaggio a Venezia, lo conobbe e lo volle con sé nel suo viaggio in Italia. Si fermarono a Firenze, Roma, Napoli, Pompei ed Ercolano, dove ebbe modo di dimostrarsi un valido copista, in particolare nelle opere di Raffaello.
Tornati a Roma ebbe modo di farsi apprezzare come artista, e quando nel 1762 Mengs se ne andò in Spagna, Casanova ricevette l'incarico da parte della Sorbona di Parigi di eseguire il ritratto di Clemente XIII, e vinse un gran premio di pittura all'Accademia di Roma.
Conobbe Winckelmann e insieme collaborarono alla realizzazione di un libro sulle antichità di Roma, che fu poi pubblicato nel 1767, ma divergenze di carattere e qualche affare poco chiaro causarono la loro rottura. Fu infatti accusato di truffa dal Winckelmann per avergli venduto due disegni di pezzi archeologici, spacciati come autentici.

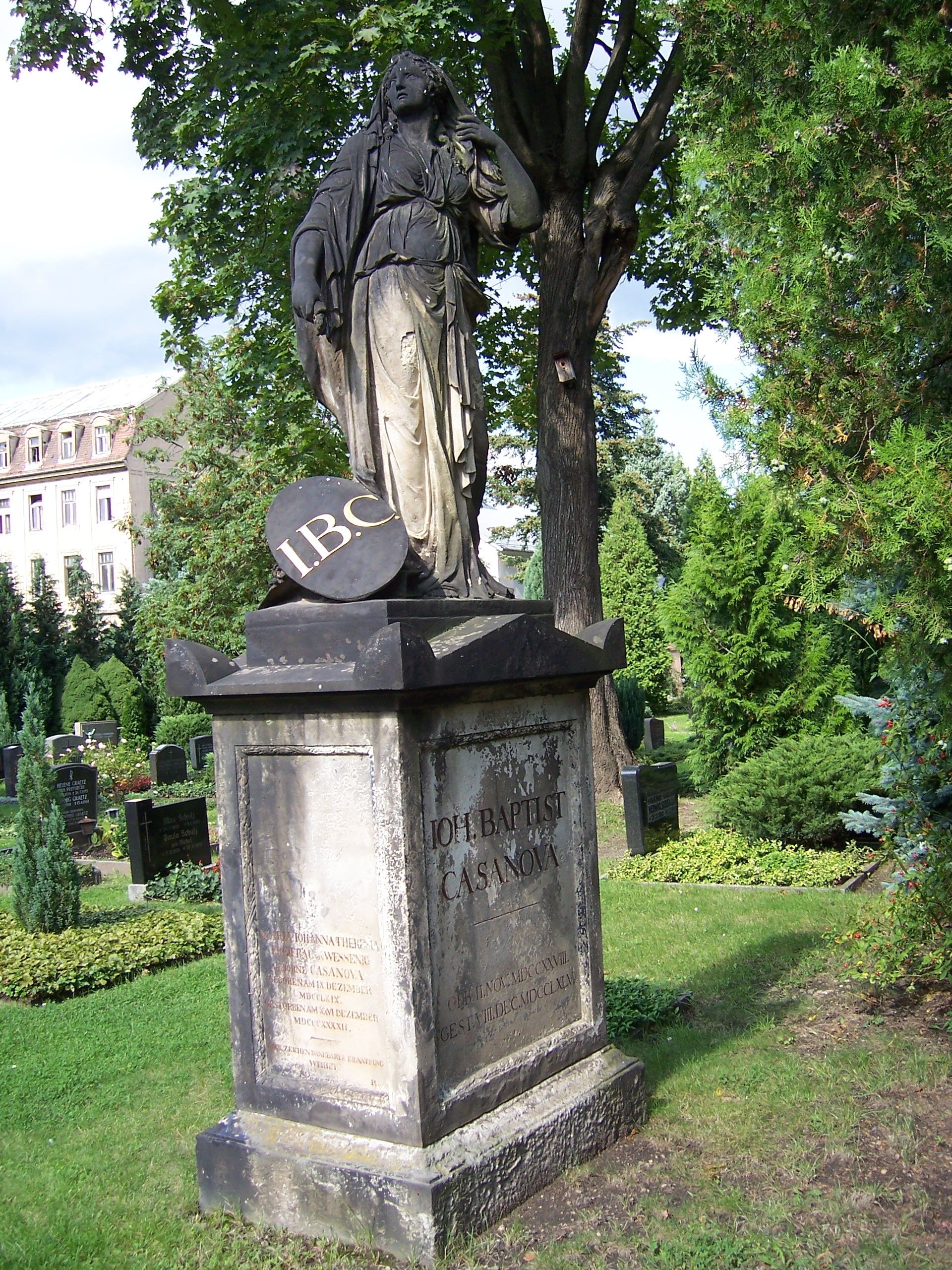
L'ultima dimora

Nel 1764, nonostante avesse ricevuto diverse offerte da Napoli, Roma e Londra, preferì tornare a Dresda, dove insieme a Johann Eleazar Zeissig, chiamato Schenauer, fu professore e condirettore dell'Accademia di Dresda.
Dal 1776 fu nominato direttore unico dell'Accademia, incarico che mantenne fino alla morte.
Sotto la sua direzione, si formarono molti validi artisti e contribuì allo sviluppo del gusto artistico in Germania.
Chi lo conobbe disse di lui che era una persona molto autorevole, elegante e con modi di fare molto raffinati, ma il suo carattere non era dei migliori perché incline alla polemica.
Come artista non aveva un talento creativo, preferiva copiare dal vero, fare ritratti o copiare vecchi maestri, sapeva rappresentare con maestria scene mitologiche e allegoriche secondo il gusto del suo tempo. La sua abilità tecnica e le sue conoscenze teoriche lo portarono all'insegnamento e in questa veste ha dato il meglio di sé.
Con la sua esperienza sviluppò una teoria sulla pittura che intendeva fare oggetto di una pubblicazione ma lasciò solo il manoscritto in francese del primo volume, conservato nella biblioteca dell'Accademia di Dresda. Scrisse anche un libro in italiano ad uso degli alunni dell'Accademia intitolato: Discorsi sopra gli antichi e varj monumenti loro per uso degli alunni dell'Elettoral Accademia delle Bell'Arti di Dresda di G. Casanova professore della medesima. Ved. Dyck, Lipsia 1770.
Oltre all'Accademia, tra i suoi interessi c'era il collezionismo di monete, medaglie e stampe.
La tomba di Giovanni Casanova si trova a Dresda nel Cimitero cattolico vecchio di Dresda (Alter Katholischer Friedhof), dove riposa insieme a molti altri personaggi celebri. Il suo monumento fu progettato dall'allievo Franz Pettrich.